# بارنی (آرکانزاس)
بارنی (به انگلیسی: Barney) یک منطقهٔ مسکونی در ایالات متحده آمریکا است که در آرکانزاس واقع شده‌است. بارنی ۱۴۸٫۱۳ متر بالاتر از سطح دریا واقع شده‌است.